# Lipnica Gornja
Lipnica Gornja (en cyrillique : Липница Горња) est un village de Bosnie-Herzégovine. Il est situé sur le territoire de la ville de Tuzla, dans le canton de Tuzla et dans la fédération de Bosnie-et-Herzégovine. Selon les premiers résultats du recensement bosnien de 2013, il compte 1 393 habitants.

## Géographie
Le village est situé sur les bords de la Joševica, un affluent de la Jala.

## Démographie

### Évolution historique de la population dans la localité
| 1948 | 1953 | 1961  | 1971  | 1981  | 1991  | 2013  |
| ---- | ---- | ----- | ----- | ----- | ----- | ----- |
| -    | -    | 1 008 | 1 186 | 1 784 | 1 962 | 1 393 |

|  |

### Communauté locale
En 1991, la communauté locale de Lipnica Gornja comptait 2 274 habitants, répartis de la manière suivante :